# معضوضة
المعضوضة (الاسم العلمي:Momordica) هي جنس من النباتات تتبع الفصيلة القرعية من رتبة القرعيات.

## أنواع المعضوضة
- معضوضة كرمية الأوراق
- معضوضة بلسمية
- معضوضة جرداء
- معضوضة ملساء الثمار
- معضوضة أنغولية
- معضوضة تساعية الأوراق
- معضوضة ثلاثية الأوراق
- معضوضة ثنائية المسكن
- معضوضة منتنة
- معضوضة زاحفة
- معضوضة ساحلية
- معضوضة شوكية
- معضوضة صغيرة الأوراق
- معضوضة ضيق الكأسية
- معضوضة عذقية
- معضوضة فلفيتشية
- معضوضة قصيرة
- معضوضة لاطئة الأوراق
- معضوضة متعددة الأزهار
- معضوضة مجنحة الثمار
- معضوضة نصيلية